# Schefflera chaetorrhachis
Schefflera chaetorrhachis är en araliaväxtart som beskrevs av Hermann August Theodor Harms. Schefflera chaetorrhachis ingår i släktet Schefflera och familjen araliaväxter. Inga underarter finns listade.